# Batallón de Castigo (banda)
Batallón de Castigo es un grupo musical español de estilo thrash metal y RAC. Es señalado como uno de los más significativos grupos de RAC en su país.

## Historia
Fue fundado por internos de ideología fascista y neonazi de la prisión de Alcalá Meco (Alcalá de Henares), en 1991, liderados por quien fuera delegado de Alianza Nacional en Málaga Eduardo Clavero (condenado a prisión por homicidio con arma blanca de un joven de 19 años), guitarrista y cantante, además de compositor de la mayoría de las canciones de la banda. El grupo ha sufrido desde su creación múltiples cambios en sus filas debido a lo peculiar de su situación.
En el interior de la prisión dieron algunos conciertos hasta que por traslados de sus miembros tuvieron un parón en su actividad a mediados de los años noventa. Antes pudieron grabar, con medios bastante precarios, algunas cintas con las que se dieron a conocer en el exterior de la prisión e incluso en la prensa y radio especializadas en rock y metal.
A finales de 1997 retomaron su actividad, pero ya en el exterior de las cárceles. 
Batallón de Castigo han grabado hasta la fecha cuatro discos de estudio: Caña de España (1998), ¡Desperta, ferro! (1999), Akelarre (2004), Veritas odium parit (2014), además de un trabajo en directo, Libre directo (2010), publicado en la red.

## Discografía

### Discos
- Caña de España (1998) Álbum de estudio
- ¡Desperta, ferro! (1999) [Álbum de estudio]
- Akelarre (2004) [Álbum de estudio]
- Libre directo (2010) [Álbum de estudio]
- Veritas odium parit (2014) EP

### Demos
- Entre rejas
- La venganza
- Sin piedad
- Bajo presión
- Democracia
- Sangre y honor
- Revolución
- La venganza de los lobos

## Formación
- Eduardo - Voz y guitarra solista (desde 1991) [ex-7 Muelles y El Vándalo]
- Álvaro - Batería (desde 1991) [ex-Estirpe Imperial]
- Albert - Guitarra rítmica (desde 2009)
- Alberto - Bajo eléctrico (desde 2010)
- Pelayo - Bajo eléctrico (1993-2010) [ex-7 Muelles y ex-Estirpe Imperial]
- Víctor - Bajo eléctrico (hasta 1993)